# Arctosa kiwuana
Arctosa kiwuana är en spindelart som först beskrevs av Embrik Strand 1913.  Arctosa kiwuana ingår i släktet Arctosa och familjen vargspindlar. Inga underarter finns listade i Catalogue of Life.